# Luis Delgado (meksykański piłkarz)
Luis Antonio "Chapa" Delgado Tapia (ur. 19 sierpnia 1990 w Leónie) – meksykański piłkarz występujący na pozycji prawego obrońcy, obecnie zawodnik Leónu.

## Kariera klubowa
Delgado jako nastolatek występował w lokalnych czwartoligowych drużynach Silao Cristo Rey i San Julián Soccer Club, skąd w późniejszym czasie przeniósł się do drugoligowego zespołu ze swojego rodzinnego miasta – Club León. Tam przez pierwsze półtora roku pełnił wyłącznie rolę rezerwowego, lecz w styczniu 2012 wywalczył sobie pewne miejsce w wyjściowym składzie i w wiosennym sezonie Clausura 2012 triumfował w rozgrywkach Liga de Ascenso, co zaowocowało awansem do najwyższej klasy rozgrywkowej. W Liga MX zadebiutował 21 lipca 2012 w wygranym 2:0 spotkaniu z Querétaro, zaś premierowego gola w pierwszej lidze strzelił 17 listopada tego samego roku w wygranej 3:0 konfrontacji z Cruz Azul. Z biegiem czasu jego pozycja w pierwszym składzie Leónu zaczęła jednak słabnąć, aż w końcu został relegowany do roli głębokiego rezerwowego. W jesiennym sezonie Apertura 2013 zdobył z ekipą Gustavo Matosasa tytuł mistrza Meksyku, lecz zaledwie trzykrotnie pojawiał się na boisku. Sukces w postaci mistrzostwa powtórzył również pół roku później, podczas rozgrywek Clausura 2013.
| Sezon     | Klub             | Kraj   | Rozgrywki        | Mecze | Bramki |
| --------- | ---------------- | ------ | ---------------- | ----- | ------ |
| 2008/2009 | Silao Cristo Rey | Meksyk | Tercera División | 25    | 12     |
| 2009/2010 | San Julián SC    | Meksyk | Tercera División | 36    | 26     |
| 2010/2011 | Club León        | Meksyk | Ascenso MX       | 9     | 2      |
| 2011/2012 | Club León        | Meksyk | Ascenso MX       | 23    | 0      |
| 2012/2013 | Club León        | Meksyk | Liga MX          | 21    | 1      |
| 2013/2014 | Club León        | Meksyk | Liga MX          | 8     | 0      |
| 2014/2015 | Club León        | Meksyk | Liga MX          |       |        |